# Шоу, Курт
Курт Шоу (мальт. Kurt Shaw; 1 апреля 1999) — мальтийский футболист, защитник клуба «Хибернианс» и сборной Мальты.

## Биография

### Клубная карьера
Воспитанник клуба «Слима Уондерерс», в котором и начал профессиональную карьеру. Дебютировал в чемпионате Мальты в сезоне 2016/17, сыграв в дебютный сезон лишь в одном матче. С сезона 2018/19 является основным игроком команды.

### Карьера в сборной
В начале карьеры выступал за юношеские и молодёжную сборные Мальты.
За основную сборную дебютировал 12 октября 2019 года в матче отборочного турнира чемпионата Европы 2020 против сборной Швеции, в котором провёл на поле все 90 минут и отметился предупреждением. Осенью 2020 года принял участие в трёх матчах Лиги наций УЕФА.